# Адатом
Адатом, или адсорбированный атом — атом, который находится на поверхности кристалла. Один атом, кластер из атомов, молекул или кластеров молекул можно обозначить одним термином как «адсорбированные частицы».
В процессе роста при молекулярно-лучевой эпитаксии адатомы движутся по поверхности, пока не найдут потенциальную яму для встраивания — обычно какой-нибудь дефект или вблизи ступеней растущего кристалла на поверхности. Его можно рассматривать как противоположный вакансии дефект кристалла.
В феврале 2012 года, ученые из Университета Нового Южного Уэльса использовали фосфин, чтобы точно расположить один атом кремния на поверхности эпитаксиального кремния. Это позволило создать одноатомный транзистор.